# Saïd Ben Boina
Saïd Ben Boina (* 17. Oktober 1983 in Marseille, Frankreich) ist ein französischer Fußballspieler, der international die Komoren vertritt.

## Karriere

### Verein
Ben Boina startete seine Karriere beim JA Drancy. Er verbrachte die Jugend beim JA Drancy und wechselte im Frühjahr 2005 zum SO Cassis Carnoux, von wo er 2006 zum SC Berre verliehen wurde. Nach einer Saison in der Championnat de France Amateur für den Berre Sporting Club kehrte er zu Cassis zurück. Dort wurde er nun abermals verliehen und spielte die Saison 2008/2009 beim US Marseille Endoume in der CFA 2. Nachdem er im Sommer 2009 zum SO Cassis Carnoux zurückgekehrt war, zog sein letzter Leihverein US Marseille Endoume die vereinbarte Kaufoption und Ben Boina ging permanent zum Marseille Endoume. Im Sommer 2010 ging er zum US-Marignane in die Championnat de France Amateur. Beim US Marignane spielte er zwei Spielzeiten, bevor er im Juni 2012 zum AS Gardannais ging.

### International
Am 14. Oktober 2007 spielte Ben Boina sein bislang einziges Länderspiel für die Komorische Fußballnationalmannschaft, im WM-Qualifikationsspiel gegen die Madagassische Fußballnationalmannschaft.